# Liste der Einträge im National Register of Historic Places im Pope County (Minnesota)

Lage des Pope County in Minnesota

Die Liste der Einträge im National Register of Historic Places im Pope County in Minnesota führt alle Bauwerke und historischen Stätten im Pope County auf, die in das National Register of Historic Places aufgenommen wurden.

## Legende
| NRHP | Historic Place    |
| HD   | Historic District |

## Aktuelle Einträge
| [ 2 ] | Name                           | Bild                           | Eintragsdatum        | Lage                                                           | Ort      | Beschreibung |
| ----- | ------------------------------ | ------------------------------ | -------------------- | -------------------------------------------------------------- | -------- | --- |
| 0     | Ann Bickle House               | Ann Bickle House               | 1997 ID-Nr. 97000284 | 226 East Minnesota Avenue 45° 38′ 59,9″ N, 95° 23′ 8,5″ W      | Glenwood | 1913 errichtetes Wohnhaus                                                                                               |
| 2     | Fremad Association Building    | Fremad Association Building    | 1982 ID-Nr. 82002995 | 2-22 South Franklin street 45° 38′ 58,3″ N, 95° 23′ 25″ W      | Glenwood | 1893 aus Backsteinen errichtetes Geschäftsgebäude                                                                       |
| 3     | Glenwood Public Library        | Glenwood Public Library        | 1982 ID-Nr. 82002996 | 108 1st Avenue 45° 38′ 56,8″ N, 95° 23′ 17,1″ W                | Glenwood | 1908 aus Backsteinen errichtete Carnegie-Bibliothek                                                                     |
| 4     | Urjans Iverson House           | Urjans Iverson House           | 1982 ID-Nr. 82003001 | Abseits der MN 104 45° 27′ 13,2″ N, 95° 15′ 19,6″ W            | Sedan    | 1866 errichtete Blockhütte eines norwegischen Einwanderers, die später auch für Schul- und Kirchendienste genutzt wurde |
| 5     | Little Falls and Dakota Depot  | Little Falls and Dakota Depot  | 2006 ID-Nr. 06000424 | Depot Lane 45° 36′ 42,5″ N, 95° 31′ 49,6″ W                    | Starbuck | 1882 errichtetes Bahnhofsgebäude                                                                                        |
| 6     | Minnewaska Hospital            | Minnewaska Hospital            | 1982 ID-Nr. 82003002 | Wollan Street Ecke 5th Street 45° 36′ 44,2″ N, 95° 31′ 58,1″ W | Starbuck | Im Jahr 1900 errichtetes Klinikgebäude                                                                                  |
| 7     | Northern Pacific Depot         | Northern Pacific Depot         | 1983 ID-Nr. 83003760 | Abseits der Washington Avenue 45° 42′ 55,5″ N, 95° 16′ 10,4″ W | Villard  | 1882 errichtetes Bahnhofsgebäude                                                                                        |
| 8     | Daniel Pennie House            | Daniel Pennie House            | 1982 ID-Nr. 82003003 | County Highway 27 45° 43′ 56,1″ N, 95° 16′ 36,2″ W             | Villard  | 1870 errichtetes Wohnhaus                                                                                               |
| 9     | Pope County Courthouse         | Pope County Courthouse         | 1982 ID-Nr. 82002997 | 130 East Minnesota Avenue 45° 38′ 59,4″ N, 95° 23′ 15,9″ W     | Glenwood | 1930 aus Back- und Feldsteinen im Beaux-Arts-Stil errichtetes Justiz- und Verwaltungsgebäude                            |
| 10    | Sunset Beach Hotel             | Sunset Beach Hotel             | 1982 ID-Nr. 82002998 | County Highway 17 45° 36′ 51,1″ N, 95° 24′ 39,6″ W             | Glenwood | Resort mit 1915, 1927 und 1930 im American Craftsman-Stil errichteten Gebäuden                                          |
| 11    | Terrace Historic District      | Terrace Historic District      | 1982 ID-Nr. 82002999 | Abseits der MN 104 45° 30′ 42,3″ N, 95° 19′ 16,3″ W            | Sedan    | |
| 12    | Terrace Mill Historic District | Terrace Mill Historic District | 1979 ID-Nr. 79001252 | Abseits der MN 104 45° 30′ 38,9″ N, 95° 19′ 14,7″ W            | Sedan    | Zwischen 1882 und 1930 errichteter Mühlkomplex                                                                          |

## Frühere Einträge
| [ 2 ] | Name                | Bild | Eintragsdatum        | Lage                                                                            | Ort      | Beschreibung |
| ----- | ------------------- | ---- | -------------------- | ------------------------------------------------------------------------------- | -------- | --- |
| 1     | Lakeside Pavilion   |      | 1998 ID-Nr. 98001444 | South Lakeshore Drive Ecke 1st Avenue, Southwest 45° 36′ 30″ N, 95° 23′ 15,3″ W | Glenwood | 1909 errichteter Tanzpavillon; 2003 abgebrannt und ein Jahr später aus dem Register gestrichen; 2007 in modernem Stil erneut aufgebaut |
| 2     | Lowry Public School |      | 1982 ID-Nr. 82003000 | Florence Avenue Ecke Maple Street 45° 36′ 30″ N, 95° 23′ 15,3″ W                | Lowry    | 1902 errichtetes Schulgebäude; 1992 abgerissen und ein Jahr später aus dem Register gestrichen                                         |